# Гришанков, Михаил Игнатьевич
Михаи́л Игна́тьевич Гришанко́в (род. 16 февраля 1965) — российский политический и государственный деятель, депутат Государственной думы 3-5 созывов (1999—2011 гг.).

## Биография
Родился 16 февраля 1965 года в Челябинске в семье строителей. Отец — Игнатий Егорович, мать — Александра Николаевна.
Среднюю школу окончил в 1982 году с золотой медалью. Затем учился в Челябинском политехническом институте на приборостроительном факультете по специальности: «Радиоэлектронные устройства». После окончания института получил диплом радиоинженера с отличием. Работал на оборонном предприятии «Ротор».
В 1990 году был призван на службу в органы государственной безопасности и в 1991 году окончил Высшие курсы КГБ в Тбилиси. Прошел путь от младшего оперуполномоченного до начальника подразделения отдела экономической безопасности УФСБ по Челябинской области. Полковник. Чтобы стать настоящим профессионалом в сфере борьбы с экономической преступностью, в 1998 году окончил с отличием экономический факультет Челябинского государственного университета.
В декабре 1999 года был избран депутатом Государственной Думы третьего созыва по одномандатному Кыштымскому избирательному округу № 184 Челябинской области, получив 37,25 % голосов избирателей. Вошел в депутатскую группу «Народный депутат». Работал заместителем председателя Комитета Госдумы по безопасности.
В 2002 году вошел в состав Высшего Совета всероссийского общественного движения «Спортивная Россия», является членом Совета при Президенте РФ по физической культуре и спорту.
В апреле 2002 года входил в группу депутатов — лоббистов интересов частных охранных предприятий, направивших на рассмотрение в Государственную Думу РФ законопроект № 200212-3, которым предусматривалось оставить государственной ведомственной охране право осуществлять охрану только объектов государственной формы собственности. Негативными последствиями принятия указанного законопроекта стала бы передача большинства объектов инфраструктуры Российской Федерации и перевозимых грузов под охрану частных охранных предприятий, что означало бы фактическую ликвидацию системы государственной ведомственной охраны и ослабление защиты особо важных объектов не государственной формы собственности. 10.12.2002 депутаты отозвали законопроект.
В декабре 2003 года избран депутатом Госдумы четвёртого созыва по Кыштымскому округу, получив 61,22 % голосов избирателей.
В декабре 2007 года избран от Кыштымского избирательного округа по спискам партии «Единая Россия» в Государственную Думу V созыва. Исполнял обязанности первого заместителя председателя Комитета Госдумы по безопасности и председателя Комиссии Госдумы по противодействию коррупции.
В декабре 2011 года назван возможным кандидатом на пост губернатора Костромской области.
С 2011 года  по июль 2016 года - Первый вице-президент «Газпромбанк» (Акционерное общество)
В 2013 году избран членом Совета директоров ПАО «Транснефть».
C 2016 года - заместитель генерального директора АО "Каспийский трубопроводный консорциум-Р"

## Семья и увлечения
Увлечения: книги, шахматы, дзюдо, футбол. Любит музыку.
Женат — Гришанкова Анна Борисовна — врач по образованию, руководитель Центра «Челябинская область без наркотиков». Есть две дочери: Анастасия и Мария.

## Награды
- орден Мужества — за борьбу с организованной преступностью.
- орден Почёта (20 апреля 2006 года) — за активное участие в законотворческой деятельности и многолетнюю добросовестную работу[4]
- орден Дружбы (Южная Осетия, 19 июня 2009 года) — за большой вклад в дело укрепления отношений дружбы и сотрудничества между народами, активное содействие процессу развития демократии и парламентаризма в Республике Южная Осетия и оказание практической помощи её гражданам в реализации избирательных прав[5]
- наградное оружие - именной 9-мм пистолет ПМ[6] (январь 2003)[7]
- медаль «За отличие в воинской службе» 1-й степени
- медаль «За боевое содружество» (от министра внутренних дел)
- медаль «За укрепление боевого содружества» (от директора ФПС)
- медаль «За заслуги в деле возрождения науки и экономики» (от Международной Академии наук о природе и обществе)
- знак «За службу в контрразведке» 3-й степени[8].